# Caradrina menetriesii
Caradrina menetriesii là một loài bướm đêm trong họ Noctuidae.